# Digitaria nuda
Digitaria nuda là một loài thực vật có hoa trong họ Hòa thảo. Loài này được Schumach. mô tả khoa học đầu tiên năm 1827.